# Лібішув (Лодзинське воєводство)
Лібішув (пол. Libiszów) — село в Польщі, у гміні Опочно Опочинського повіту Лодзинського воєводства.
Населення — 310 осіб (2011).
У 1975-1998 роках село належало до Пйотрковського воєводства.

## Демографія
Демографічна структура станом на 31 березня 2011 року:
|          | Загалом | Допрацездатний вік | Працездатний вік | Постпрацездатний вік |
| -------- | ------- | ------------------ | ---------------- | -------------------- |
| Чоловіки | 161     | 39                 | 106              | 16                   |
| Жінки    | 149     | 28                 | 80               | 41                   |
| Разом    | 310     | 67                 | 186              | 57                   |